# Busto de Osorkon
El Busto de Osorkon, también conocido como Inscripción de Elibaal, es la parte superior de una estatua del faraón egipcio Osorkon I, descubierta en Biblos (en el actual Líbano) en el siglo XIX. Al igual que el Sarcófago de Tabnit de Sidón, está decorado con dos inscripciones separadas y no relacionadas: una en jeroglíficos egipcios y otra en escritura fenicia. Fue creado a principios del siglo X a. C. y desenterrado en c. 1881, muy probablemente en el Templo de Baalat Gebal. 
La escritura egipcia es el prenombre de Osorkon y la fenicia es una dedicatoria de Elibaal, rey de Biblos inscrita sobre la pieza a derecha e izquierda del cartucho egipcio.
Los detalles del hallazgo fueron publicados por el arqueólogo francés René Dussaud en 1925.
La obra está realizada en cuarcita, y mide 60 cm × 36 cm × 37,5 cm.

## Descubrimiento

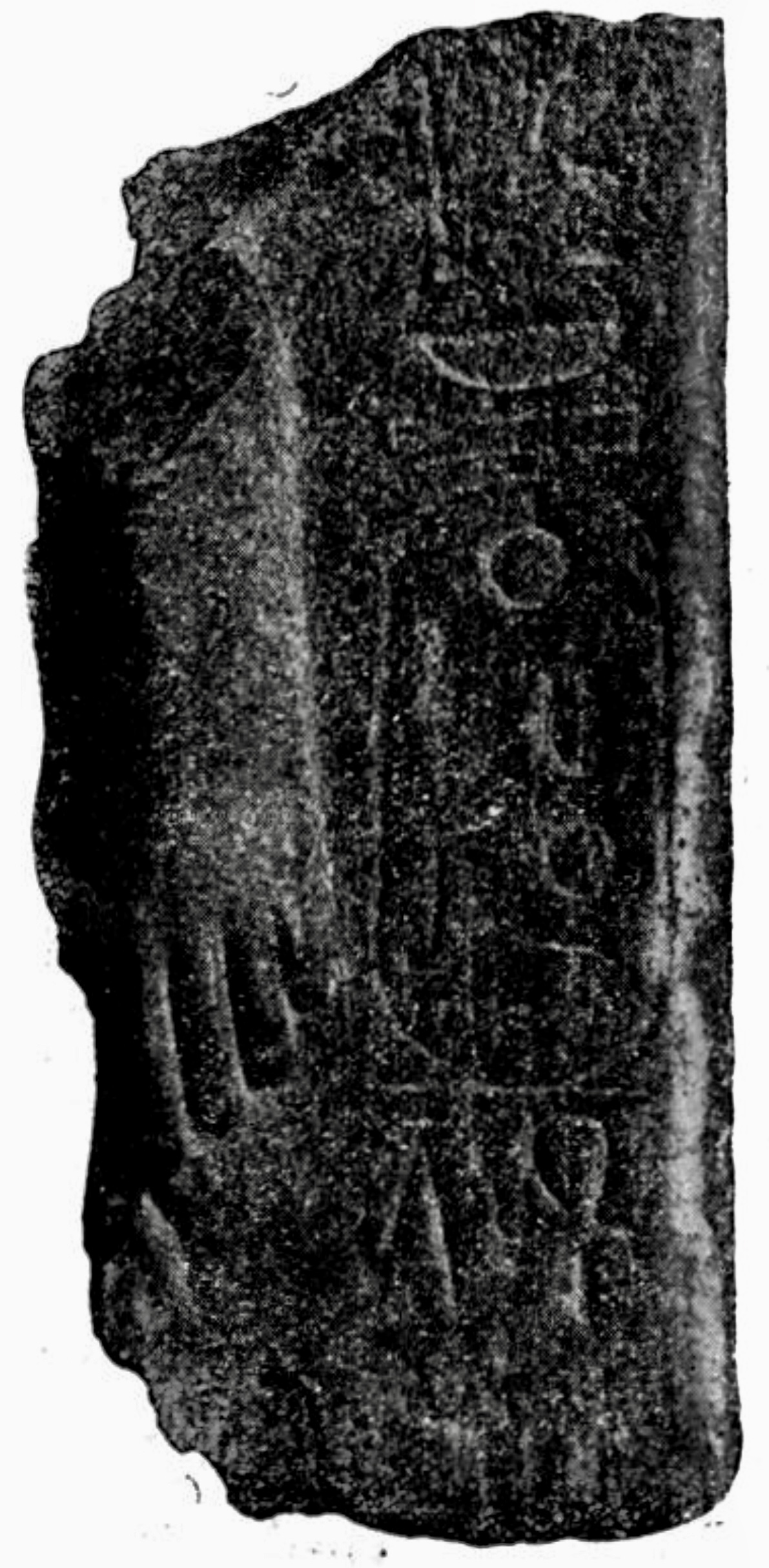
El pie de la estatua.

La primera mención de la estatua fue por el arqueólogo alemán Alfred Wiedemann en 1884 en su Ägyptische Geschichte en alemán: zwei Fragmente einer grossen Steinstatue sind gleichfalls erhalten geblieben [Im Besitz des Herrn Meuricoffre zu Neapel.]] traducido: "también se han conservado dos fragmentos de una gran estatua de piedra [propiedad del Sr. Meuricoffre en Nápoles. ]" 
En 1895, Weidemann publicó los jeroglíficos egipcios: en alemán: Vor nahezu 15 Jahren hatte ich Gelegenheit im Landhause des H. Bankier Meuricoffre zu Neapel eine grosse Statue aus hartem Sandstein des Koenigs Osorkon I kennen zu lernen. Von ihr waren zwei Fragmente erhalten. Zunaechst die Buste, an deren Brust vorn stand, am Guertel befand sich der Cartouchenrest, am Ruekenpfeiler. Dann ein Theil der Basis mit darauf stehenden Fuss. Von ihr waren dos Fragmente erhalten. Zunaechst die Buste, an deren Brust vorn stand, am Guertel befand sich der Cartouchenrest, am Ruekenpfeiler. Dann ein Theil der Basis mit darauf stehenden Fuss.</link>Traducido: "Hace casi 15 años tuve la oportunidad de visitar la casa de campo del banquero Meuricoffre de Nápoles para conocer una gran estatua realizada en dura arenisca del rey Osorkon I. De ella se conservan dos fragmentos. Primero el busto, sobre cuyo pecho se encontraba el cartucho, sobre el cinturón estaban el resto de las cartelas, y sobre el pilar de piedra. Luego una parte de la base con el pie." 

## Inscripción fenicia
Traducción:
1. Estatua que hizo Elibaal, rey de Biblos, hijo de Yeḥi[milk, rey de Biblos]
2. [para Ba]alat de Biblos, su Señora. Que Baalat [de Biblos] prolongue
3. [los días de E]libaal y sus años sobre [Biblos]